# Kroneiche (Engenhahn)

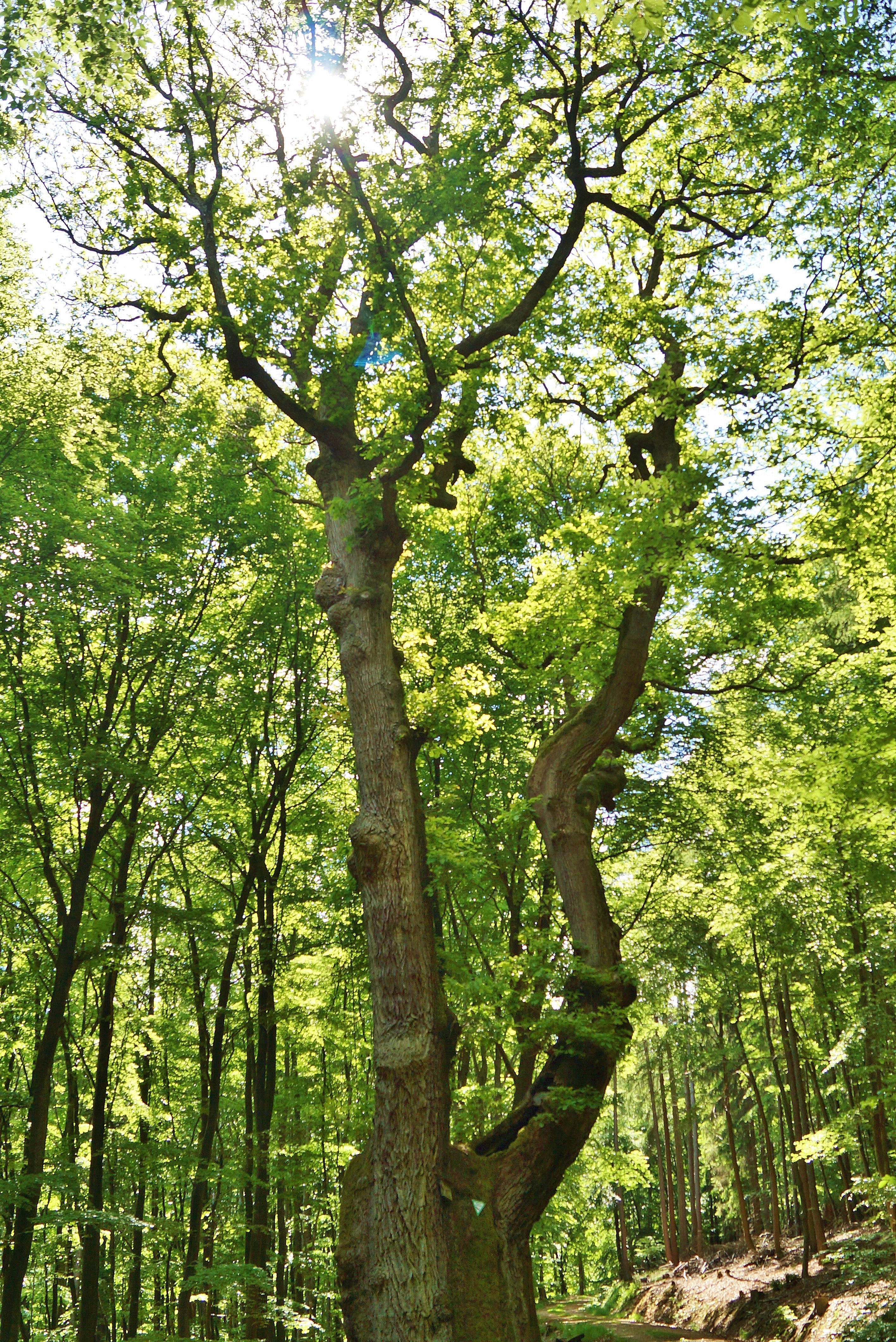
Kroneiche im Mai 2017

Als Kroneiche wird ein Naturdenkmal im Wald von Engenhahn im Taunus, einem Ortsteil von Niedernhausen im hessischen Rheingau-Taunus-Kreis, bezeichnet. Sie steht auf 456 m ü. NHN und wird auf ein Alter von 400 Jahren geschätzt.
Der walzenförmige Stamm ist hohl, aber bis auf ein paar große Astlöcher noch komplett geschlossen. Auf der vom Waldweg abgewandten Seite zieht eine Blitznarbe vom Boden bis in etwa vier Meter Höhe zu einem großen Astloch. Anfang der 1980er Jahre hat bei einem Gewitter ein Blitz in die Eiche eingeschlagen und den Ast abgesprengt. Nach dem Blitzeinschlag wurde die Eiche 1982 mit Stahlseilen gegen Umfallen gesichert. Auf einer Seite gehen vom Boden fünf Stahlseile ab, die zu verschiedenen Stellen am Stamm und dem Hauptast gehen. Sie sind an einem Betonfundament befestigt.
An der Eiche, die am Zieglerkopf östlich der Hohen Kanzel steht, führt der alle Niedernhausener Ortsteile verbindende Bembel-Weg vorbei.

## Nachweis
1. ↑  Kroneiche bei Engenhahn auf baumkunde.de.

Koordinaten: 50° 9′ 44″ N, 8° 17′ 3,4″ O